# 10. Sinfonie (Mozart)
Die Sinfonie G-Dur Köchelverzeichnis 74 komponierte Wolfgang Amadeus Mozart im Jahr 1770 während seiner ersten Italien-Reise. Nach der Alten Mozart-Ausgabe trägt die Sinfonie die Nummer 10.

## Allgemeines

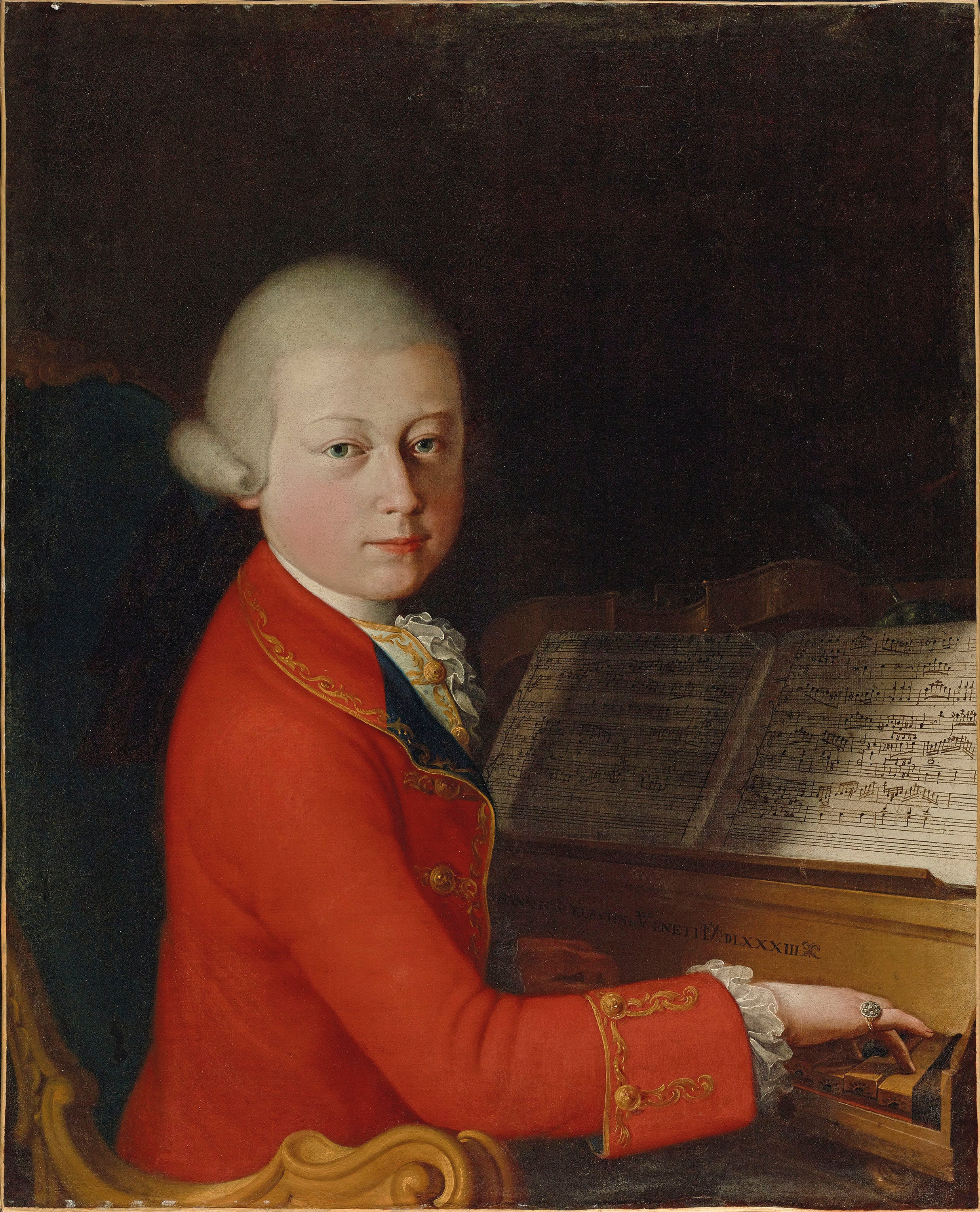
Gemälde Mozarts von Saverio dalla Rosa, Januar 1770

Am Ende des ersten Satzes hat Mozart auf das Autograph ein Lob Gottes geschrieben („Finis Laus Deo“), ansonsten fehlen jedoch sowohl Satzbezeichnungen wie eine Datierung aus seiner Handschrift. Daher ist der konkrete Entstehungszeitraum unklar: In der sechsten Auflage des Köchelverzeichnisses (1964) wird „vermutlich 1770“ angegeben, während Alfred Einstein (1937) in der dritten Auflage noch „Dezember 1770“ geschrieben hatte und meinte, das Werk sei in Mailand entstanden. Wolfgang Hildesheimer (1977) weist dagegen „Oktober 1770“ als Entstehungszeitraum aus.
Über dem ersten Satz hat der Verleger Johann Anton André „Ouvertüre zur Oper Mitridate“ geschrieben, jedoch sind die letzten drei Wörter wieder durchgestrichen. Ob die Sinfonie ursprünglich als Ouvertüre zu dieser in demselben Zeitraum entstandenen Oper (Köchelverzeichnis (KV) 87) konzipiert war, in einem anderen oder keinem Zusammenhang dazu steht, ist unklar. Immerhin ist KV 74 im Stil einer italienischen Ouvertüre gehalten und käme somit zumindest theoretisch auch als Opernauftakt in Frage. Letztendlich benutzte Mozart als Einleitung zu Mitridate eine andere, ebenfalls dreisätzige Ouvertüre, die im 18. Jahrhundert als Konzertsinfonie verbreitet war.

## Zur Musik
Besetzung: zwei Oboen, zwei Hörner in G, zwei Violinen, Viola, Cello, Kontrabass. In zeitgenössischen Orchestern war es zudem üblich, auch ohne gesonderte Notierung Fagott und Cembalo (sofern im Orchester vorhanden) zur Verstärkung der Bass-Stimme bzw. als Continuo einzusetzen.
Aufführungsdauer: ca. 7–8 Minuten.
Bei den hier benutzten Begriffen in Anlehnung an die Sonatensatzform ist zu berücksichtigen, dass dieses Schema in der ersten Hälfte des 19. Jahrhunderts entworfen wurde (siehe dort) und von daher nur mit Einschränkungen auf die Sinfonie KV 74 übertragen werden kann. Satz 1 und 2 entsprechen noch mehr der zweiteiligen Form, bei der der zweite Satzteil als modifizierter Durchlauf des ersten („Exposition“) angesehen wird. – Die hier vorgenommene Beschreibung und Gliederung der Sätze ist als Vorschlag zu verstehen. Je nach Standpunkt sind auch andere Abgrenzungen und Deutungen möglich.

### Erster Satz: Allegro
G-Dur, 4/4-Takt, 117 Takte
Die Audiowiedergabe wird in deinem Browser nicht unterstützt. Du kannst die Audiodatei herunterladen.
Der Satz basiert auf einer Folge von meist zwei- oder viertaktigen, wiederholten Motiven. Wie für die italienische Ouvertüre dieser Zeit typisch, läuft er ohne Wiederholungen und ohne ausgeprägte Durchführung ab.
Der Satz beginnt als Abfolge aus G-Dur – Akkordschlägen und einer durch Pausen abgesetzten auf- und absteigenden Achtelbewegung der Violinen, fortgesetzt in den Bläsern. Dieses viertaktige Motiv („erstes Thema“") wird wiederholt. Ähnliche Satzanfänge finden sich bei den ebenfalls ouvertürenartigen ersten Sätzen der Sinfonien KV 95 und KV 97, die wahrscheinlich auch während Mozarts erster Italienreise entstanden sind (siehe dort). Die anschließende Passage (Takt 9–25) steht wie der Satzanfang durchweg im Forte. Sie enthält eine Abfolge von vier Motiven mit gebrochenen Akkorden im Bass über Tremolo, durch Pausen unterbrochenen Akkordfiguren, Verzierungsfloskeln, Trillern und Läufen. Ab Takt 25 stabilisiert sich A-Dur als Doppeldominante zur folgenden Dominante D-Dur.
Das zweite Thema (Takt 25–37, D-Dur) setzt auf einem „Teppich“ aus Synkopen der 2. Violine ein. Es besteht aus der Wiederholung und Sequenzierung eines zweitaktigen Motivs mit abgesetzter Bewegung. Stimmführend ist die 1. Violine. Den Abschluss bildet eine kurze Tremolopassage.
Die Schlussgruppe beginnt kontrastierend mit ihrem viertaktigen Motiv, das aus zwei sich entsprechenden Phrasen mit typischen Septimsprüngen abwärts strukturiert ist: Phrase 1 endet „offen“ auf A-Dur und wird nur von den Violinen gespielt, Phrase 2 endet „geschlossen“ auf D-Dur im Forte des ganzen Orchesters. Das Motiv wird mit veränderter Phrase 2 wiederholt. Die Exposition endet in Takt 54 mit einem Triller-Motiv und einem Legato-Pizzicato-Wechsel.
Anstelle einer Durchführung, die auf Material der Exposition zurückgreift, bringt die folgende kurze Überleitung (Takt 55–60) einen Dialog der beiden Oboen über dem Orgelpunkt der Hörner auf D (ähnliche Struktur im ersten Satz der Sinfonie KV 73). Die Reprise (Takt 61 ff.) entspricht von der Struktur der Exposition. Der Abschnitt ab Takt 112 (Synkopen, Tremolo, Läufe) kann als Überleitung zum zweiten Satz gesehen werden, in den das Allegro nahtlos übergeht. Dabei erfolgt die harmonische Umdeutung des G-Dur von der Tonika zur Dominante des folgenden C-Dur.
Wolfgang Gersthofer (2007) weist auf die Ähnlichkeit von Takt 17 ff. mit (ebenfalls) Takt 17 ff. der Sinfonie KV 95 und Takt 11 ff. der Ouvertüre zur Oper Artasere von Johann Christian Bach hin.

### Zweiter Satz: Andante
C-Dur, 3/8-Takt, 82 Takte
Die Audiowiedergabe wird in deinem Browser nicht unterstützt. Du kannst die Audiodatei herunterladen.
Die ersten beiden Takte setzen noch die Bewegung des Allegros im neuen 3/8-Takt fort, ehe sich der Tempowechsel mit einer ruhigeren Achtelbewegung hörbar manifestiert. Wie auch im vorigen Satz ist das Andante durch die lockere Abfolge kleinerer, meist wiederholter Motive gekennzeichnet; allerdings ist hier kein eindeutiges zweites Thema auszumachen. Das Anfangsmotiv hat mit seiner ruhigen Achtelbewegung im Streicher-Legato einen sanglichen Charakter. Im weiteren Satzverlauf ist eine längere Passage mit abgesetzter Bewegung der 1. Violine über „nuschelnder“ Begleitung der übrigen Streicher hervorzuheben. Das einprägsame Schlussmotiv besteht aus auf- und absteigender, abgesetzter Bewegung mit kurzem Farbtupfer der Bläser. Der erste Teil endet in Takt 43.
Nach lediglich vier Takten Überleitung folgt die fast wörtliche Wiederholung des ersten Teils, wobei die Harmonien reprisenartig auf C-Dur bezogen sind (anstelle von G-Dur im ersten Teil). Erstaunlicherweise beginnt der zweite Teil nicht mit dem sanglichen Streichermotiv, sondern mit den beiden „Überleitungstakten“, die noch den unruhigeren Charakter vom Allegro aufweisen.

### Dritter Satz: Allegro
G-Dur, 2/4-Takt, 129 Takte
Die Audiowiedergabe wird in deinem Browser nicht unterstützt. Du kannst die Audiodatei herunterladen.
Der 16-taktige, lebhafte Refrain dieses Rondos besteht aus je achttaktigem Vorder- und Nachsatz (diese wiederum aus jeweils viertaktigen Phrasen), wobei der Vordersatz lediglich von den Violinen im Piano vorgetragen wird.
Das erste Couplet (Takt 17–32) sequenziert anfangs einen aufsteigenden Dreiklang über G-Dur, e-Moll und C-Dur, geht dann jedoch mit virtuosen Läufen und Akkorden über A-Dur nach D-Dur.
Nach Wiederholung des Refrains (Takt 33–48) folgt das zweite Couplet im g-Moll – Piano, das durch „Schleiferfiguren“ und Chromatik eine etwas exotische („türkische“) Klangfarbe bekommt. Weitere Beispiele dieser Art finden sich im Violinkonzert KV 219 und in der Klaviersonate KV 331. Diese Stücke repräsentieren einen Stil, den auch Zeitgenossen Mozarts (z. B. Michael Haydn, Carl Ditters von Dittersdorf) aus der Volksmusik der Bauern und Zigeuner im Grenzgebiet zwischen Ungarn und dem Ottomanischen Reich entwickelten, mit der diese die Musik ihrer moslemischen Nachbarn imitierten oder parodierten. Das Couplet ist dreiteilig nach einer A-B-A – Struktur angelegt, der Mittelteil steht in B-Dur.
An den Refrain (Takt 89–104) schließt sich ein Schlussabschnitt mit Akkordmelodik an, der anfangs die Figur mit dem virtuosen Lauf von Takt 24 ff. aufgreift.